# Річард Брукс
Річард Брукс (англ. Richard Brooks, при народженні Рубен Сакс, англ. Ruben Sax; 18 травня 1912 — 11 березня 1992) — американський кінорежисер, сценарист, продюсер, прозаїк.

## Фільмографія
- 1955: «Шкільні джунґлі»
- 1958: «Кішка на розпеченому даху»
- 1960: «Елмер Гантрі» / Elmer Gantry
- 1966: «Професіонали»